# Comuna Podravske Sesvete, Koprivnica-Križevci
Podravske Sesvete este o comună în cantonul Koprivnica-Križevci, Croația, având o populație de 1.630 de locuitori (2011).

## Demografie
Componența etnică a comunei Podravske Sesvete
     Croați (99,57%)
     Necunoscut (0%)
     Neclasificat (0,31%)
Componența confesională a comunei Podravske Sesvete
     Catolici (99,26%)
     Necunoscută (0,37%)
     Alte religii (0,37%)
Conform recensământului din 2011, comuna Podravske Sesvete avea 1.630 de locuitori. Din punct de vedere etnic, majoritatea locuitorilor (99,57%) erau croați. Din punct de vedere confesional, majoritatea locuitorilor (99,26%) erau catolici. Pentru 0,37% din locuitori nu este cunoscută apartenența confesională.